# José Renato Salazar Acosta

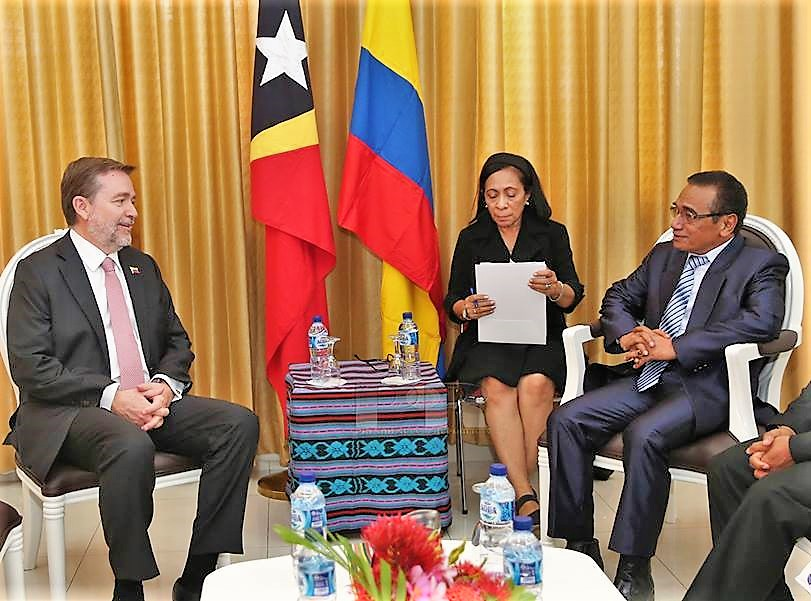
José Renato Salazar Acosta bei Osttimors Präsidenten Guterres (2017)

José Renato Salazar Acosta (* in Bogotá, Kolumbien) ist ein Diplomat aus Kolumbien. Er studierte Bauingenieurwesen, mit der Spezialisierung internationale Beziehungen an der Universität in Villa del Rosario.
In den 1990er Jahren war Acosta erster Sekretär an der Ständigen Vertretung Kolumbiens bei den Vereinten Nationen in Genf.
Ab 2013 war Acosta kolumbianischer Botschafter in Marokko.
Am 26. August 2016 wurde Acosta zum kolumbianischen Botschafter in Indonesien ernannt. Am 4. Oktober trat Acosta seinen Dienst in Jakarta an, mit der Übergabe seiner Akkreditierung an Präsident Joko Widodo. Am 13. Januar 2017 übergab Acosta seine Akkreditierung als kolumbianischer Botschafter bei der Association of Southeast Asian Nations (ASEAN) an Generalsekretär Lê Lương Minh. Am 11. Juli 2017 folgte die zusätzliche Ernennung zum kolumbianischen Botschafter für Osttimor. Seine Akkreditierung für Osttimor übergab Acosta am 10. Oktober 2017 an Staatspräsident Francisco Guterres. Acostas Amtssitz war weiterhin Jakarta.
Nach Ende seiner Amtszeit in Südostasien wurde Acosta 2018 Direktor für multilaterale politische Angelegenheiten im kolumbianischen Außenministerium.